# Acritus exquisitus
Acritus exquisitus är en skalbaggsart som beskrevs av Cooman 1932. Acritus exquisitus ingår i släktet Acritus och familjen stumpbaggar. Inga underarter finns listade i Catalogue of Life.